# Língua livoniana
A língua livoniana (līvõ kēļ) ou língua livônia é uma língua fínica do ramo fino-báltico da família fino-úgrica falada por alguns habitantes da região da Livônia, parte da costa letã. É mencionada na Lei de Língua Oficial, fazendo parte dos idiomas oficialmente reconhecidos no território pelo Estado letão, sendo categorizada como "língua do povo autóctone". Está relacionada ao finlandês, e mais intimamente ao estoniano, sendo também influênciado pelo alemão, idioma do qual recebeu diversas palavras e nomes próprios.
A língua conta com aproximadamente 250 falantes, sendo um nativo e dez fluentes.É considerada uma língua sob risco de extinção em razão de seu pequeno número de falantes ativos e falta de falantes nativos, tendo o último nativo adulto, Grizelda Kristiņa morrido em 2013 aos 103 anos de idade. Atualmente, o único falante considerado nativo na língua é o filho de um casal de linguistas investidos na restauração do livoniano.

## Etimologia
Līvõ kēļ significa, de forma literal 'língua livoniana', termo originado a partir de kēļ 'língua' e Līvõ 'livoniano', nome possivelmente derivado da nomenclatura dada aos habitantes da região da chamada costa livoniana por alemães e letões (incidindo com pequenas variações em diversas outras línguas) da qual derivam também os topônimos Lîv-mô e Livôd-mô 'Livônia' ou 'terra dos livonianos', respectivamente. Tradicionalmente, porém, os gentílicos utilizados com mais frequência pelos falantes são rândalist 'habitantes da costa', devido à sua localização geográfica, e kalamîed , literalmente 'homens do peixe', em alusão ao exercício da pesca, históricamente a fonte de renda mais importante da região.

## História

### Documentação
As primeiras instâncias registradas de contato com os habitantes da Livônia e fragmentos de sua língua, com a exceção daquelas na forma de breves referências em crônicas escandinavas (como na obra patriótica do século XII Gesta Danorum) e russas (compiladas na Crônica Primária Russa em meados do século XII), se dão na chamada Heinrici Chronicon Lyvoniae 'Crônica de Henrique da Livônia', um relato do processo de cristianização da região da costa livoniana entre 1180 e 1227. Entre os elementos contidos no texto se encontram passagens detalhando eventos histórico-militares, costumes locais, linguagem e retórica favorável à expansão cristã para os países bálticos, considerados até então favoráveis ao paganismo.
A primeira documentação de literatura livoniana data do século XIV com a tradução do livro de poesia livoniana "Sagradas Canções e Poemas do Marinheiro" (letão: Jūrnieku svētās dziesmas un lūgšanas) para o letão, trabalho realizado por Jānis Prints e seu filho, Jānis Jr. em 1845. O Evangelho Segundo Mateus foi o primeiro livro a ser publicado na língua livoniana, sendo impresso em 1863 com uma tiragem total de 250 cópias, impressas utilizando a proposição tipográfica de F. Wiedemann, que contava com 36 letras e uma extensa variedade de diacríticos. O segundo livro publicado na língua se tratava de outra edição do mesmo evangelho, publicada em São Petesburgo em 1880, utilizando uma ortografia revisada, baseada naquela empregada no alemão e na do letão.
Dezenas de livros em livoniano foram públicados com o auxílio de organizações finlandesas e estonianas durante o período entreguerras.

### História da língua

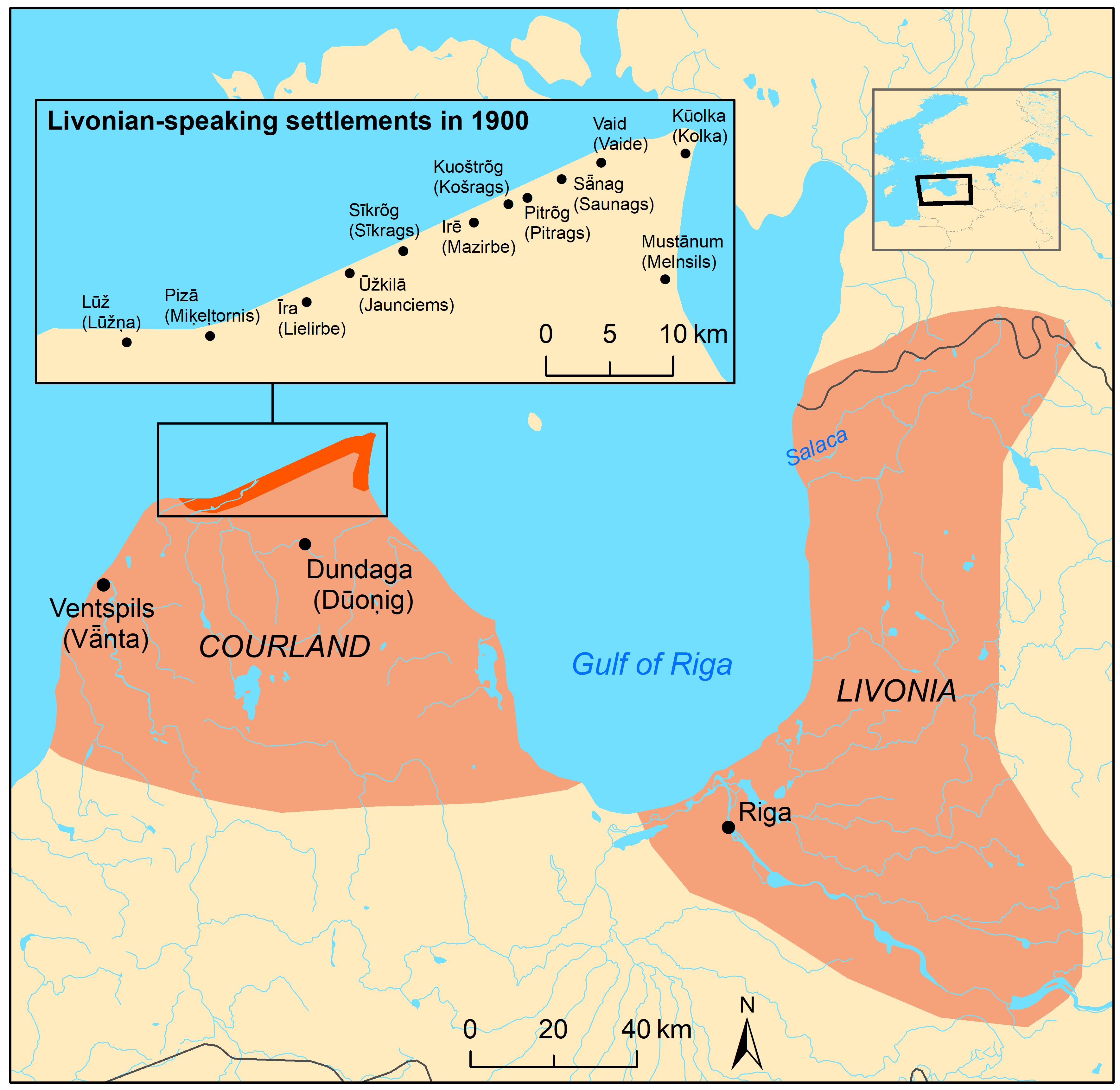
Área da Livônia medieval (em laranja claro) e região das vilas falantes de livoniano em 1900 (em laranja escuro)

No século XIX, quando constam os primeiros registros de censos linguísticos locais, existiam aproximadamente 2 000 falantes de livônio; em 1852, o número de falantes era de 2 394. Uma sequência de eventos históricos levaram à extinção quase completa da língua, ameaçando transformá-la em uma língua morta.
- No século XIII, estima-se que os falantes do livônio contabilizavam na ordem de 30 000 (Schätzung Vääri, 1966).
- A invasão alemã: por volta do ano 1200, a Ordem dos Irmãos Livônios da Espada e a Ordem teutônica conquistaram a Livônia, levando à contenção das leis da área entre essas ordens e o Arcebispado de Riga.
- 1522: Com a introdução da Reforma Protestante, a Curlândia foi anexada à Dinamarca.
- 1557: A invasão russa.
- 1558-1583: Guerra livônia. Russos, suecos, dinamarqueses, lituanos e poloneses lutaram na região.
- 1721: O tratado de Nystad. A Livônia e a Curlândia se tornam parte da Rússia tzarista.
- 1918: A fundação da Letônia; a língua livoniana floresceu novamente.
- II Guerra Mundial e União Soviética - Marginalização da Livônia
- A língua é declarada extinta em 6 de junho de 2013.
- O processo de revitalização linguística é iniciado após a morte do último falante nativo.[22]

No século XIII,os falantes nativos da língua habitavam a região do Golfo de Riga por completo, com exceção da região de Saaraema, pertencente à Estônia.A região, porém, viu seu número de falantes drásticamente reduzidos após a conquista de seus territórios pela Ordem dos Cavaleiros Teutônicos durante o período das cruzadas bálticas pela cristianização dos povos pagãos do norte europeu, que desolou as terras e favoreceu sua ocupação pelo povo letão, assim como a substituição do livoniano pela língua dos novos ocupantes.  Estima-se que antes da chegada dos colonos alemães, aproximadamente 30000 livonianos étnicos habitavam a região, com as subsequentes invasões e colonizações reduzindo a população até a marca de 2929 em 1888 e 266 (das quais apenas 113 eram falantes da língua livoniana) na ocasião do Censo Soviético de 1989. Em 2010, a marca estipulada pelo Centro Cultural Liv era a de 40 pessoas que utilizavam o idioma diariamente me situações rotineiras. Em 2013, essa mesma estimativa era a de zero pessoas. No ano de 2022 foi noticiado o surgimento de um novo falante nativo de livoniano, tendo adquirido a língua por meio de um esforço de revitalização por parte de seus pais, que se comunicam com a criança por meio do idioma.

### Contatos linguísticos entre livônios e estonianos
O livônio conta com sinais uma forte influência do letão na gramática, fonologia, vocabulário etc. Devido ao contato contínuo entre livonianos e estonianos durante o final do século XIX, notavelmente comum entre pescadores livonianos da região da Curlândia e marinheiros estonianos de Saaremaa e outras ilhas. Muitos habitantes das ilhas ocidentais da Estônia transitavam e transitam para as vilas da Curlândia no verão por razões climáticas. Como resultado, o conhecimento do estoniano se popularizou entre os livonianos e palavras do estoniano também foram incorporados no léxico da língua livoniana.

## Fonologia

### Vogais
O livônio possui 8 vogais:
|             | Anterior | Central | Posterior |
| ----------- | -------- | ------- | --------- |
| Fechada     | i y      | ɨ       | u ɯ       |
| Semifechada |          |         | ʊ         |
| Média       | ɛ        | ə¹      | ɤ o       |
| Aberta      | æ        |         | ɑ         |

1. /ɨ/ atônica é escrita como [ə].

Todas as vogais podem ser longas ou curtas. Vogais curtas são escritas tal como indicado na tabela; vogais longas são escritas com um macron ("¯") adicional sobre a letra (por exemplo, [æː] = ǟ). O sistema vocálico do livônio é notável por possuir um stød similar ao dinamarquês. Como em outras línguas com essa característica, acredita-se que isso seja um vestígio de um antigo tom.

### Consoantes
O livônio possui 23 consoantes:
|             |          | Labial | Dental | Palatal | Velar | Glotal |
| ----------- | -------- | ------ | ------ | ------- | ----- | ------ |
| Nasal       | Nasal    | m      | n      | ɲ       | ŋ¹    |        |
| Plosiva     | muda     | p      | t̪      | c       | k     |        |
| Plosiva     | expressa | b      | d̪      | ɟ       | ɡ     |        |
| Fricativa   | muda     | f      | s      | ʃ       |       | h      |
| Fricativa   | expressa | v      | z      | ʒ       |       |        |
| Vibante     | Vibante  |        | r      | rʲ      |       |        |
| Aproximante | Central  |        |        | j       |       |        |
| Aproximante | Lateral  |        | l      | ʎ       |       |        |

/n/ aparece como /ŋ/ precedido por /k/ ou /ɡ/.

## Ortografia
Existem diversos sistemas de escritas utilizados para a escrita do livoniano, consistindo de diversas variantes do alfabeto latino que incorporam elementos de outras línguas úgricas, como o letão e o estoniano. A versão moderna do alfabeto livoniano conta com 36 letras, com as letras C, Q, W, X e Y tendo seu uso limitado a nomes estrangeiros.
| Maiúscula | Minúscula | Pronúncia (IPA) | Aproximação com o português ou inglês |
| --------- | --------- | --------------- | ------------------------------------- |
| A         | a         | /a/             | amor                                  |
| Ä         | ä         | /æ/             | ash (inglês)                          |
| B         | b         | /b/             | barco                                 |
| C         | c         | -               | -                                     |
| D         | d         | /d/             | dar                                   |
| Ḑ         | ḑ         | /ɟ/             | pedinte (em algumas variantes)        |
| E         | e         | /ɛ/             | café                                  |
| F         | f         | /f/             | filho                                 |
| G         | g         | /g/             | garfo                                 |
| H         | h         | /x/             | carro (em algumas variantes)          |
| I         | i         | /i/             | mirtilo                               |
| J         | j         | /j/             | boia (em algumas variantes)           |
| J         | j         | /i/             | mirtilo                               |
| K         | k         | /k/             | carta                                 |
| L         | l         | /l/             | lírio                                 |
| Ļ         | ļ         | /ʎ/             | coelho                                |
| M         | m         | /m/             | monstro                               |
| N         | n         | /n/             | nariz                                 |
| Ņ         | ņ         | /ŋ/             | bang (inglês)                         |
| O         | o         | /o/             | morder                                |
| Ȯ         | ȯ         | /ɤ/             | foot (inglês) (em algumas variantes)  |
| Õ         | õ         | /ɨ/             | Europa (português europeu)            |
| P         | p         | /p/             | pipoca                                |
| Q         | q         | /k/             | quadro                                |
| R         | r         | /r/             | rato (em algumas variantes)           |
| Ŗ         | ŗ         | /rʲ/            | rato (porém palatalizado)             |
| S         | s         | /s/             | sótão                                 |
| Š         | š         | /ʃ/             | chuva                                 |
| T         | t         | /t/             | trevo                                 |
| Ţ         | ţ         | /c/             | tia (em algumas variantes)            |
| U         | u         | /u/             | mundo                                 |
| V         | v         | /v/             | vida                                  |
| W         | w         | -               | -                                     |
| X         | x         | -               | -                                     |
| Y         | y         | /y/             | Não está presente no português.       |
| Z         | z         | /z/             | zebra                                 |
| Ž         | ž         | /ʒ/             | loja                                  |

As letras C, W e X não carregam pronúncia própria, variando fonéticamente de acordo com a língua da qual o nome próprio se origina.

## Gramática

### Substantivos
Os substantivos da língua livoniana são flexionados em número, definitiedade e caso gramatical, operando de forma similar aos adjetivos, numerais e quantificadores da língua.

#### Número
A flexão de número ocorre entre singular e plural, estando presente em todos os casos gramaticais, com exceção do abessivo, lativo, essivo e excessivo.

#### Casos gramaticais
O livoniano conta com 17 casos gramaticais, indicados pelo acréscimo de partículas identificantes ao fim de cada substantivo:
| Caso         | Singular                          | Plural                    |
| ------------ | --------------------------------- | ------------------------- |
| Nominativo   | -∅                                | -t -d -õd                 |
| Genitivo     | -∅                                | -t -d -õd                 |
| Partitivo    | -tā -dā -ța -ta -da -tõ -dõ -õ -∅ | -ți -ḑi -ti -di -i        |
| Dativo       | -n -õn                            | -ddõn -dõn -tõn -õdõn     |
| Instrumental | -kõks -ks -õks                    | -dkõks -tkõks -dõks -tõks |
| Translativo  | -ks                               |                           |
| Ilativo      | -zõ -(õ)z                         | -ži -īž -iž -ž -īz -iz    |
| Inessivo     | -š(õ) -s(õ) -õs(õ)                | -ši -īs -is               |
| Elativo      | -št(õ) -st(õ) -õst(õ)             | -šti -īst -ist            |
| Instrutivo   |                                   | -īņ -iņ                   |
| Alativo      | -l(õ) -õl                         | -il -iļ                   |
| Adessivo     | -l(õ) -õl                         | -il -iļ                   |
| Ablativo     | -ld(õ(st)) -õld                   | -iļd                      |
| Abessivo     | -tõ                               |                           |
| Lativo       | -j -jõ                            |                           |
| Essivo       | -nõ -n                            |                           |
| Exessivo     | -ndõ(st)                          |                           |

#### Exemplos
|              | Singular  | Singular | Plural     | Plural |
| ------------ | --------- | -------- | ---------- | ------ |
| Nominativo   | līvli     | -        | līvlizt    | -t     |
| Genitivo     | līvliz    | -        | līvlizt    | -t     |
| Partitivo    | līvliztõ  | -tõ      | līvliži    | -i     |
| Dativo       | līvlizõn  | -õn      | līvliztõn  | -tõn   |
| Instrumental | līvlizõks | -õks     | līvliztõks | -tõks  |
| Ilativo      | līvlizõ   | -õ       | līvližiz   | -iz    |
| Inessivo     | līvlizõs  | -õs      | līvližis   | -is    |
| Elativo      | līvlizõst | -õst     | līvližist  | -ist   |

|              | Singular  | Singular | Plural    | Plural |
| ------------ | --------- | -------- | --------- | ------ |
| Nominativo   | ve’ž      | -        | viedūd    | -d     |
| Genitivo     | vie’d     | -        | viedūd    | -d     |
| Partitivo    | vietā     | -tā      | vežži     | -i     |
| Dativo       | vie’ddõn  | -õn      | viedūdõn  | -dõn   |
| Instrumental | vie’dkõks | -kõks    | viedūdõks | -dõks  |
| Ilativo      | vie’ddõ   | -õ       | vežīz     | -īz    |
| Inessivo     | vie’dsõ   | -sõ      | vežīs     | -īs    |
| Elativo      | vie’dstõ  | -stõ     | vežīst    | -īst   |

### Pronomes

#### Pronomes pessoais
| Singular    | Singular               | Singular                | Singular                         |
|             | Primeira pessoa ("Eu") | Segunda pessoa ("Você") | Terceira pessoa ("Ele" ou "Ela") |
| ----------- | ---------------------- | ----------------------- | -------------------------------- |
| Nominativo  | mina/ma                | sina/sa                 | täma/ta                          |
| Genitivo    | mīn                    | sīn                     | täm                              |
| Dativo      | minnõn                 | sinnõn                  | tämmõn                           |
| Translativo | minkõks                | sinkõks                 | tämkõks                          |
| Partitivo   | mīnda                  | sīnda                   | tǟnda                            |
| Inessivo    | mins/minšõ             | sins/sinšõ              | täms/tamšõ                       |
| Elativo     | minst/minstõ           | sinst/sinstõ            | tämst/tämstõ                     |
| Ilativo     | minnõ                  | sinnõ                   | tämmõ                            |

| Plural      | Plural                  | Plural                  | Plural                             |
|             | Primeira pessoa ("Nós") | Segunda pessoa ("Você") | Terceira pessoa ("Eles" ou "Elas") |
| ----------- | ----------------------- | ----------------------- | ---------------------------------- |
| Nominativo  | mēg                     | tēg                     | ne                                 |
| Genitivo    | mäd                     | täd                     | nänt                               |
| Dativo      | mäddõn                  | täddõn                  | näntõn                             |
| Translativo | mätkõks                 | tätkõks                 | näntkõks                           |
| Partitivo   | mēḑi                    | tēḑi                    | nēḑi                               |
| Inessivo    | mēšši                   | tẽšši                   | nēšši                              |
| Elativo     | mēšti                   | tēšti                   | nēšti                              |
| Ilativo     | mēži                    | tēži                    | nēži                               |

Nota: Os pronomes da terceira pessoa não possuem gênero no singular nem no plural.

#### Pronomes demonstrativos
|             | Singular ("esse, este") | Plural ("esses, estes") |
| ----------- | ----------------------- | ----------------------- |
| Nominativo  | sīe/se                  | ne                      |
| Genitivo    | sīe/se                  | nänt                    |
| Dativo      | sīen                    | näntõn                  |
| Translativo | sīeks/sīekõks           | näntkõks                |
| Partitivo   | sīeda                   | nēḑi                    |
| Inessivo    | sīes/sīessõ             | nẽšši                   |
| Elativo     | sīest/sīestõ            | nēšti                   |
| Ilativo     | sīezõ                   | nēži                    |

Nota:  O plural dos pronomes demonstrativo ocorre na mesma forma que na terceira pessoa do plural do modo pessoal .

#### Pronomes reflexivos
|             | Singular ("mim mesmo, você mesmo, si mesmo") | Plural ("nós mesmos, vocês mesmos, si mesmos") |
| ----------- | -------------------------------------------- | ---------------------------------------------- |
| Nominativo  | iž                                           | iž                                             |
| Genitivo    | eņtš                                         | eņtš                                           |
| Dativo      | eņtšõn                                       | eņtšõn                                         |
| Translativo | eņtšõks                                      | eņtšōdõks                                      |
| Partitivo   | eņtšta                                       | eņtšidi                                        |
| Inessivo    | eņtšõs                                       | eņtšis                                         |
| Elativo     | eņtšõst                                      | eņtšist                                        |
| Ilativo     | eņtšõ(z)                                     | eņtšiz                                         |

Nota:  O uso do pronome reflexivo é extensivo, podendo ser utilizado no caso habitual, como em minnõn eņtšõn um vajag..., 'Eu preciso...' [lit: A mim é necessário...]. No entanto, tal forma pode também ser utilizada para indicar posse, frequentemente substituindo as formas genitivas do pronome pessoal. Por exemplo: ma sīeda kūliz eņtš izast, 'Eu ouvi isso de meu pai'. A forma reflexiva pode ser utilizada, ainda,em expressões adverbiais: täm eņtš ie, 'Essa mesma noite'.

### Verbos
Similarmente a outras línguas úgricas, os verbos do livônio são conjugados, variando em pessoa do discurso, tempo verbal e modo.

#### Pessoa do discurso
Verbos podem se apresentar em primeira, segunda ou terceira pessoa do singular, ou do plural em todos os modos, exceto em verbos no imperativo, os quais não podem ser conjugados na terceira pessoa. A pessoalidade do verbo é indicada pela adição de partículas características ao seu fim.

#### Tempo verbal
O livônio apresenta apenas dois tempos verbais morfológicos: o pesente e o passado. A descrição de eventos futuros pode ser atingida por meio do uso de verbos no presente ou com o emprego do verbo līdõ 'ser (no futuro)' seguido de outro no infinitivo. Verbos podem, ainda, assumir uma forma perfeita ou mais-que-perfeita, que indicam a complitude de uma ação ou evento ou, em contextos literários, são equivalentes ao passado, por meio da combinação do verbo vȱlda 'ser' no tempo apropriado com o verbo principal no passado particípio.

#### Modo
A língua livoniana conta com cinco modos verbais, sendo eles: indicativo (indica uma certeza, um fato decorrido e testemunhado), condicional (indica um evento que ocorre mediante ao cumprimento de alguma condição), imperativo (indica uma ordem ou instrução), citativo (indica uma citação) e jussivo (indica uma invocação ou solicitação de um evento).
| Modo e Tempo          | Pessoa do discurso | Singular                  | Plural                                       |
| --------------------- | ------------------ | ------------------------- | -------------------------------------------- |
| Indicativo (presente) | Primeira           | -b -õb —                  | -mõ -m -õm                                   |
| Indicativo (presente) | Segunda            | -d -õd                    | -tõ -t -õt                                   |
| Indicativo (presente) | Terceira           | -b -õb —                  | -bõd -õbõd -āt(õ)                            |
| Indicativo (passado)  | Primeira           | -, -i -īz -iz -ž -kš      | -,mõ -imõ -īzmõ -izmõ -žmõ -kšmõ             |
| Indicativo (passado)  | Segunda            | -,d -id -īzt -izt -žt -št | -,t(õ) -it(õ) -īzt(õ) -izt(õ) -žt(õ) -kšt(õ) |
| Indicativo (passado)  | Terceira           | -, -id -īz -iz -ž -kš     | -,t(õ) -it(õ) -īzt(õ) -izt(õ) -žt(õ) -kšt(õ) |
| Condicional           | Primeira           | -ks -õks                  | -kstõ -õkstõ                                 |
| Condicional           | Segunda            | -kst -õkst                | -kstõ -õkstõ                                 |
| Condicional           | Terceira           | -ks -õks                  | -kstõ -õkstõ                                 |
| Imperativo            | Primeira           |                           | -gõm -õgõm -kkõm -kõm                        |
| Imperativo            | Segunda            | –                         | -gīd -gid -õgid -kkõd -kõd                   |
| Citativo              | Todas              | -i -ji -iji               | -id -jid -ijid                               |
| Jussivo               | Todas              | -gõ -g \|-õg -kkõ -kõ     | -gõd -õgõd -kkõd -kõd                        |

A vírgula indica a palatalização do fonema anterior.

### Sentença
A língua livoniana, similarmente a outras línguas urálicas como o finlandês ou o a maior parte dos idiomas saami, apresenta os constituintes de suas sentenças majoritariamente em ordem SVO, mas admite, porém, a ordem OV em certas construções específicas, como em sentenças que contam com partículas negadoras.
Em relação a alinhamento morfossintático, como todos os idiomas de sua família, o livoniano é classificado como nominativo-acusativo, não havendo distinção entre o sujeito de uma sentença intransitiva e de uma transitiva, em oposição ao objeto de uma frase transitiva, que deve ser denotado com o emprego de casos gramaticais apropriados.

## Fragmentos de Texto

### Frases comuns
- Olá! – Tēriņtš!
- Bom apetite! - Jõvvõ sīemnaigõ!
- Bom dia (manhã)! - Jõvā ūomõg! / Jõvvõ ūomõgt!
- Bom dia! - Jõvā pǟva! / Jõvvõ päuvõ!
- Obrigado! - Tienū!
- Feliz ano novo! - Vȯndzist Ūdāigastõ!
- morte - kȭlmä
- um – ikš
- dois – kakš
- três – kuolm
- quatro – nēļa
- cinco – vīž
- seis – kūž
- sete – seis
- oito – kōdõks
- nove – īdõks
- dez – kim

### Min izāmō
Fragmento do Hino Nacional dos Livonianos, Min izāmō 'minha pátria'
| Livoniano | Português |
| --- | --- |
| Min izāmō, min sindimō, ūod ārmaz rānda sa, kus rāndanaigās kazābõd vel vanād, vizād piedāgõd. Min ārmaz īlmas ūod set sa, min tõurõz izāmō. | Minha pátria, terra de meu nascimento, tu, minha costa amada, onde no litoral ainda crescem antigos, fortes pinheiros. Nesse mundo apenas tu és cara para mim, minha preciosa pátria. |